# 六角化五角化截角三角化四面體
在幾何學中，六角化五角化截角三角化四面體是一種凸多面體，且屬於三角面多面體，乍看之下像是由正三角形組成，但實際上它是由多種不同的不等邊三角形所組成。
六角化五角化截角三角化四面體可以由截角三角化四面體在每個面加上錐體(Kleetope)，接錐體的高為面到外接球的最長距離所組成的多面體
六角化五角化截角三角化四面體具有84個面、126個邊和44個頂點。
六角化五角化截角三角化四面體是由一個擬詹森多面體的種子——截角三角化四面體進行Kleetope變換所得到的多面體，由於其種子截角三角化四面體是基於四面體的變換，因此其對稱群為Td群。

## 圖像
下圖為截半截角二十面體的旋轉動畫：

## 其他用法
下面的旋轉模型顯示了六角化五角化截角三角化四面體依據其中一個六角化的面產生的六組三角形塗上六種顏色。由於此為四面體對稱群，因此可以在該多面體上以此種上色法塗上四個相異的部分。
此外，六角化五角化截角三角化四面體的透視圖外觀呈現為外框十二邊形的球體，其輪廓被用於台灣大哥大的註冊商標，並塗上了橘、桃紅、綠、藍紫色等顏色。